# Рамуш Харадинај
Рамуш Харадинај (алб. Ramush Haradinaj; Глођане, 3. јул 1968) албански је политичар са Косова и Метохије. Бивши је официр и вођа терористичке Ослободилачке војске Косова (ОВК). Упркос томе, уз сагласност дела међународне заједнце постао је председник Владе Косова (2004—2005), а потом и председник Владе Републике Косово.
Харадинај је био оптужен пред Хашким трибуналом за ратне злочине и злочине против човечности над Србима, Ромима и Албанцима између марта и септембра 1998. током рата на Косову и Метохији. Хашки трибунал је 2008. донео ослобађајућу одлуку. Тужилаштво је уложило жалбу на ослобађајућу пресуду и тврдило да није дато довољно времена да се обезбеде искази два сведока. Скупштина Републике Косово га је 9. септембра 2017. изабрала за председника Владе Републике Косово, док је 19. јула 2019. поднео оставку на тој функцији. Апелациони суд у Колмару 2017. одбио је захтев Србије за екстрадицију бившег вође ОВК Рамуша Харадинаја.

## Биографија
Харадинај је рођен 3. јула 1968. у селу Глођане код Дечана у Метохији. После демонстрација косовских Албанаца 1989. емигрирао је у Швајцарску, где је регрутован у Народни покрет Косова, из којег је настала Ослободилачка војска Косова. У Швајцарској је учио кунг-фу и ратне вештине. У Албанији је 1996. завршио обуку и учествовао у стварању терористичких база у градовима Кукс и Тропоја. На Косово је често долазио илегално, а трајно се вратио средином 1997, када је с браћом Даутом и Шкељзеном организовао терористичке нападе на полицију широм Метохије. У априлу наредне године постао је један од регионалних команданата ОВК.
На његову иницијативу у Глођану је формирана специјална јединица ОВК „Црни орлови“, којој се приписује одговорност за мучења и убијања више десетина српских цивила, чија су тела нађена у Радоњићком језеру и по сеоским бунарима у општини Дечани.
Власти у Београду оптужиле су Харадинаја да је одговоран за многе злочине над Србима у том делу Покрајине и за њим расписале потерницу. Оптужен је за масовно убиство Срба на подручју Глођана, где је у лето 1998. на пољопривредној плантажи нађено више од 20 лешева.
После званичног распуштања и демилитаризације ОВК, почетком 2000, формиран је Косовски заштитни корпус, у којем је Харадинај био заменик команданта Агима Чекуа. Са те дужности се повукао 11. априла те године и најавио оснивање странке. Нова странка под називом Алијанса за будућност Косова формирана је 29. априла 2000. и Харадинај је изабран за њеног председника. АБК су пратиле контроверзне активности током предизборне кампање за локалне изборе, октобра 2000, и један, никад до краја расветљен инцидент, у којем је Харадинај рањен. Харадинај је са још тридесетак припадника КЗК почетком јула 2000. напао породицу Мусај из околине Дечана, потом је „тешко рањен“ и пребачен у Немачку, а убрзо по његовом повратку убијен је један члан породице Мусај. У августу 2002. међународни тужилац на Косову подигао је оптужницу против Харадинаја због оружаног напада на једну албанску породицу 2000, али никада није осуђен.
У свом аутобиографском дјелу „Прича о рату и слободи“, Харадинај је изјавио да су припадници ОВК „сваког дана убијали српске полицајце“.
Црногорски дилер дроге и криминалац Радоје Звицер је са својим сарадницима из црногорске полиције и тајне службе договарао састанак са Харадинајем у Приштини, како би заједно договорили акције против формирања владе, представника српског народа и остварили утицај на одлуке др Дритана Абазовића.

## Лични живот
Харадинај говори француски и енглески језик. Осим албанског, говори и српски језик, према њему, да „покаже поштовање према Србима на Косову и Метохији”. Ожењен је новинарком Анитом Мућај, с којом има кћерку, а из претходног брака има сина.

## Хашки трибунал
У оквиру истраге о ратним сукобима на Косову и Метохији 1998. и 1999. и активностима ОВК, Харадинај је у Приштини 10. новембра 2004. разговарао са истражиоцима Хашког суда за ратне злочине почињене на тлу СФРЈ, у вези сумњи да је починио ратне злочине над Србима и другим неалбанским становништвом током оружаних сукоба на Косову. Поводом истраге Хашког трибунала против њега, сам Харадинај одбацио је могућност подизања оптужнице Хашког трибунала против њега. Он је одмах после избора оценио да је реч о „спекулацијама и гласинама“.
Трибунал је против Харадинаја (заједно са Идризом Балајем и Лахи Брахимајем) 4. марта 2005. подигао оптужницу (случај бр. IT-04-84-I), којом га по 37 тачака терети за злочине против човечности и кршење закона и обичаја ратовања, на основу индивидуалне кривичне одговорности (која укључује и учешће у заједничком злочиначком подухвату), почињене у периоду од 1. марта до 30. септембра 1998. године (у које време је Харадинај био командант оперативне зоне Дукађин (Метохија). Харадинај је по пријему оптужнице поднео оставку на место премијера Косова, и добровољно се предао Трибуналу 9. марта 2005. Иначе, није се одмах сложио са америчком сугестијом да мирно и достојанствено оде у Хаг, него је тврдио да му је Џејми Рубин нешто обећавао у име Медлин Олбрајт.
Међународни представници у Приштини (посебно Посебни представник генералног секретара УН за Косово и Метохију Сорен-Јесен Петерсен) имали су по опроштајним пријемима поводом Харадинајевог одласка у Хаг о њему неуобичајено лепе речи. Главнина српске стране то објашњава као жељу и настојање да се Косово у критичном тренутку обелодањивања Харадинајеве оптужнице умири, односно због тога „што су пропустили да кидишу на Србе опкољене у енклавама“ (Љиљана Смајловић).
Kao командант зоне „Дукађин“, Харадинај је словио за најпоузданијег западног савезника на Косову, чији су борци, осим сукоба са српским снагама безбедности, велику помоћ авијацији НАТО пружали и у откривању непријатељских положаја. После рата, током демилитаризације ОВК у снаге за борбу против елементарних непогода, Харадинајеве јединице су се најбрже трансформисале у Косовски заштитни корпус, зарад чега су му повремено опраштали „ситне несташлуке“, попут оружаних обрачуна са ривалским клановима на западу Косова. У таквим обрачунима, наводе познаваоци тамошњих збивања, убијено је и неколико потенцијалних сведока које би главни тужилац Хашког трибунала Карла дел Понте радо видела на својој страни.
По изворима из иностранства, а посебно оних из Немачке и Швајцарске, био један од организатора насиља и етничког чишћења Срба у организованом погрому од 17. до 19. марта 2004. године.
Половином априла 2005. у близини села Волујак, јужно од Клине, форензичке екипе UNMIK започеле су откопавање масовне гробнице. Због недоступности терена око јаме у коју су бацани лешеви Срба и других неалбанаца, према речима UNMIK-ове канцеларије за нестала лица, предстоји дуготрајно ископавање. Због сумње да у околини постоји већи број сличних масовних гробница UNMIK ће наставити рекогнистицирање терена. Подручје око Клине и јаме Волујак било је током 1998. и 1999. у зони коју је контролисала јединица ОВК на чијем је челу био Рамуш Харадинај.
Харадинај је написао књигу Прича о рату и слободи која је објављена 2002. и у којој износи детаље о стварању ОВК и сукобима са српском полицијом.

## Злочини који му се приписују према оптужници
Тројица оптужених су – каже се у оптужници – одговорни за удружени злочиначки подухват, чији је циљ био успостављање потпуне контроле ОВК у региону Дукађин (Метохија) нападањем, прогањањем и незаконитим уклањањем српских цивила, као и насилним потискивањем колаборације Албанаца и Рома са српским властима. У том циљу, српско, ромско и албанско цивилно становништво је застрашивано, отимано, притварано, пребијано, мучено и убијано. Поред тројице оптужених, у оптужници се наводи још десетак имена особа које су такође учествовале у реализацији заједничког злочиначког подухвата.
На његову иницијативу у Глођану је формирана специјална јединица ОВК „Црни орлови“, којој се приписује одговорност за мучења и убијања више десетина српских цивила, чија су тела нађена у Радоњићком језеру и по сеоским бунарима у општини Дечани. Власти у Београду оптужиле су Харадинаја да је одговоран за многе злочине над Србима у том делу Покрајине и за њим расписале потерницу. Оптужен је да је за масовно убиство Срба на подручју Глођана, где је у лето 1998. на пољопривредној плантажи нађено више од 20 лешева.
Према изводима из судских списа на основу којих је Окружни суд и спровео истрагу 1. септембра 2007. против њега Харадинај је између осталог наредио да се у подрумима Хотела Паштрик оснује провизорни затвор, у који су припадници ОВК доводили и затварали цивиле неалбанске националности.
По наредби Харадинаја, цивили су три дана мучени, сексуално злостављани и силовани после чега су неке од затворених, Албанци одвели до обале реке Ереник у близини кланице Агими где су их стрељали.
У ноћи између 13. и 14. јуна Харадинијеви следбеници и његови подређени, силовали су и Бедрија Шаљу.
Документ Комитета за ратне злочине, поткрепљен фотографијама и исказима сведока, по којем је Рамуш Харадинај наредио да се српски цивили, који су 12. јуна 1999. године заустављени у колони сватова, муче, силују и, на крају, покољу и стрељају. Харадинај је лично убио неке од цивила. Они су прво одведени у подрум хотела „Паштрик“, где је малолетну младу силовао. Једној жртви ножем је одсечено уво, а потом су други терани да то ухо поједу. Сви осим младе стрељани су на путу између Ђаковице и Призрена.

## Оптужница
Дана 4. марта 2005, судија Бономи је потврдио оптужницу против Рамуша Харадинаја, Идриза Балаја и Лахија Брахимаја и наложио да буде запечаћена. Тај налог је престао да важи 10. марта 2005.
Сви су у првом појављивању пред Хашким трибуналом одбацили властиту кривицу за ратне злочине над косовским Србима, Ромима и Албанцима за које су оптужени.

### Удружени злочиначки подухват
Према наводима Оптужнице, удружени злочиначки подухват у којем су оптужени учествовали настао је у априлу 1998. или пре тог месеца, а имао је за циљ да Ослободилачка војска Косова (ОВК) успостави потпуну контролу над својом оперативном зоном Дукађин, путем напада тамошње цивилно становништво и њиховог и прогањања, то јест путем противправног уклањања српских цивила с тог подручја и насилног сузбијања сваког стварног или претпостављеног вида сарадње тамошњих албанских или ромских цивила са Србима. Његов злочиначки циљ је укључивао застрашивање, отмице, затварање, премлаћивање, мучење и убијање циљног цивилног становништва.

### Оптужбе
Рамуш Харадинај терети се по:
- 17 тачака за злочине против човечности – кажњиве по члану 5 Статута Међународног суда, прогон (малтретирање, нехумана дела, уништавање имовине, противправно затварање, депортацију или присилно премештање цивила, убиство, силовање); нехумана дела; депортацију и друга нехумана дела; притварање и друга нехумана дела; убиство и друга нехумана дела; силовање и друга нехумана дела, и
- 20 тачака за кршења закона и обичаја ратовања – кажњива по члану 3 Статута Међународног суда: окрутно поступање, убиства, силовање.

### Ослобађајућа пресуда и њено поништавање
Хашки трибунал је 3. априла 2008. донео ослобађајућу пресуду Рамушу Харадинају. Према оцени Претресног већа, Тужилаштво је доказало да су припадници ОВК починили злочине, укључујући убиства, окрутно поступање, мучења и силовања, али (осим у два случаја када су у питању други оптужени) није доказало „ван разумне сумње“ да су у то били умешани или одговорни и сам Харадинај и други оптужени. Суд је у пресуди оценио да је стечен „снажан утисак да се суђење одвијало у атмосфери у којој се сведоци нису осећали безбедно“ и да су „тешкоће везане за прибављање доказа представљале значајну карактеристику овог суђења“. Хашки суд је у јулу 2010. поништило ослобађајућу пресуду због застрашивања свједока.

### Поновљено суђење
Хашки трибунал је 2011. поново покренуо оптужницу против Харадинаја за злочине против човјечности и кршење закона и обичаја ратовања 1998.
Нови поступак укључује и оптужницу за учешће у удруженом злочиначком подухвату са циљем злостављања Срба, Албанаца и Рома, те убиства и мучења у логору ОВК у Јабланици, Општина Ђаковица.
Ослобађајућу пресуду су критиковале организације Амнести интернашонал, Фонд за хуманитарно право, као и Карла дел Понте, бивши главни тужилац Хашког трибунала.